# Ернесто Пенья
Ернесто Пенья Вільямс (ісп. Ernesto Peña Williams; нар. 8 жовтня 1978, Нуева-Херона, Ісла-де-ла-Хувентуд) — кубинський борець греко-римського стилю, срібний призер чемпіонату світу, триразовий чемпіон Панамериканських чемпіонатів, чемпіон Панамериканських ігор, учасник Олімпійських ігор.

## Життєпис
Боротьбою почав займатися з 1997 року.
Виступав за борцівський клуб «Серро Пеладо» з Гавани. Тренер — Карлос Уласья.

## Спортивні результати на міжнародних змаганнях

### Виступи на Олімпіадах
| Змагання                    | Збірна | Вагова категорія                 | Місце |
| --------------------------- | ------ | -------------------------------- | ----- |
| Літні Олімпійські ігри 2004 | Куба   | греко-римська боротьба, до 96 кг | 4     |

На літніх Олімпійських іграх 2004 року в Афінах спочатку виграв два поєдинки, але у чвертьфіналі програв Мехмету Озалу з Туреччини, що позбавило його можливості поборотися за медалі. У сутичці за 5/6 місця здолав Геннадія Чхеїдзе, що представляв Киргизстан. Але через дискваліфікацію іранського борця Масуда Хашемзаде, що поступився Мехмету Озалу у поєдинку за бронзову нагороду, Ернесто Пеньї було присуджено четверте місце.

### Виступи на Чемпіонатах світу
| Змагання                        | Збірна | Вагова категорія                 | Місце  |
| ------------------------------- | ------ | -------------------------------- | ------ |
| Чемпіонат світу з боротьби 2001 | Куба   | греко-римська боротьба, до 97 кг | Срібло |
| Чемпіонат світу з боротьби 2002 | Куба   | греко-римська боротьба, до 96 кг | 4      |
| Чемпіонат світу з боротьби 2003 | Куба   | греко-римська боротьба, до 96 кг | 22     |

### Виступи на Панамериканських чемпіонатах
| Змагання                                   | Збірна | Вагова категорія                 | Місце  |
| ------------------------------------------ | ------ | -------------------------------- | ------ |
| Панамериканський чемпіонат з боротьби 2000 | Куба   | греко-римська боротьба, до 97 кг | Золото |
| Панамериканський чемпіонат з боротьби 2001 | Куба   | греко-римська боротьба, до 97 кг | Золото |
| Панамериканський чемпіонат з боротьби 2002 | Куба   | греко-римська боротьба, до 96 кг | Золото |

### Виступи на Панамериканських іграх
| Змагання                  | Збірна | Вагова категорія                 | Місце  |
| ------------------------- | ------ | -------------------------------- | ------ |
| Панамериканські ігри 2003 | Куба   | греко-римська боротьба, до 96 кг | Золото |

### Виступи на інших змаганнях
| Змагання                                                        | Збірна | Вагова категорія                 | Місце  |
| --------------------------------------------------------------- | ------ | -------------------------------- | ------ |
| Гран-прі Німеччини з боротьби 2002                              | Куба   | греко-римська боротьба, до 96 кг | 7      |
| Олімпійський кваліфікаційний турнір з боротьби 2004 (Новий Сад) | Куба   | греко-римська боротьба, до 96 кг | Золото |
| Гран-прі Німеччини з боротьби 2004                              | Куба   | греко-римська боротьба, до 96 кг | 7      |

### Виступи на змаганнях молодших вікових груп
| Змагання                                      | Збірна | Вагова категорія                 | Місце |
| --------------------------------------------- | ------ | -------------------------------- | ----- |
| Чемпіонат світу з боротьби серед юніорів 1994 | Куба   | греко-римська боротьба, до 88 кг | 6     |
| Чемпіонат світу з боротьби серед кадетів 1993 | Куба   | греко-римська боротьба, до 83 кг | 5     |